# Анурадхапура
Анурадхапура — місто в Шрі-Ланці, столиця Північно-Центральної провінції. Розташоване за 208 км на північ від Коломбо на р. Аруві. Мешканці — понад 50 тис. чол. (2002 р.) Переробка сільськогосподарських продуктів, кустарні промисли (різьба по дереву); туризм; місце паломництва буддистів.

## Клімат
Місто знаходиться у зоні, котра характеризується кліматом тропічних саван. Найтепліший місяць — квітень із середньою температурою 29.2 °C (84.6 °F). Найхолодніший місяць — січень, із середньою температурою 25.3 °С (77.5 °F).
| Клімат Анурадхапури     | Клімат Анурадхапури | Клімат Анурадхапури | Клімат Анурадхапури | Клімат Анурадхапури | Клімат Анурадхапури | Клімат Анурадхапури | Клімат Анурадхапури | Клімат Анурадхапури | Клімат Анурадхапури | Клімат Анурадхапури | Клімат Анурадхапури | Клімат Анурадхапури | Клімат Анурадхапури |
| Показник                | Січ.                | Лют.                | Бер.                | Квіт.               | Трав.               | Черв.               | Лип.                | Серп.               | Вер.                | Жовт.               | Лист.               | Груд.               | Рік                 |
| Середній максимум, °C   | 29,6                | 31,7                | 33,8                | 34,3                | 32,9                | 32,7                | 33                  | 33,2                | 33,1                | 32                  | 30,3                | 29,1                | 32,1                |
| Середня температура, °C | 25,2                | 26,5                | 28,4                | 29,2                | 28,9                | 28,8                | 28,8                | 28,8                | 28,6                | 27,6                | 26,4                | 25,5                | 27,7                |
| Середній мінімум, °C    | 20,9                | 21,3                | 22,9                | 24,1                | 24,8                | 24,9                | 24,5                | 24,4                | 24,1                | 23,3                | 22,5                | 21,9                | 23,3                |
| Норма опадів, мм        | 79.2                | 55.4                | 68.7                | 151.6               | 84.3                | 9.4                 | 27.1                | 39.8                | 74                  | 254.5               | 229.7               | 210.9               | 1284.6              |
| Днів з дощем            | 6                   | 4                   | 5                   | 12                  | 6                   | 2                   | 3                   | 3                   | 6                   | 14                  | 16                  | 14                  | 91                  |
| ----------------------- | ------------------- | ------------------- | ------------------- | ------------------- | ------------------- | ------------------- | ------------------- | ------------------- | ------------------- | ------------------- | ------------------- | ------------------- | ------------------- |
| Джерело: Weatherbase    |                     |                     |                     |                     |                     |                     |                     |                     |                     |                     |                     |                     |                     |

## Історія

### Археологія
Перше поселення на місці сучасного міста виникло в VI сторіччі до н. е. Археологічні розкопки на Шрі-Ланці свідчать, що перші поселення людини в районі Анурадхапури належать до V сторіччя до н. е.

### Стародавнє місто
377 до н.е. місто (під назвою Анурадха) стає столицею першого сингальського королівства на острові. Згідно з індоарійською астрологічною традицією, місто було названо на честь зірки в сузір'ї Скорпіона — Антареса.
Участь у будівництві та розвитку міста взяли генерал принца Віджая (основоположника сингальською раси) і племінник Віджая.
380 р. до н. е. король Пандукабьхая затвердив Анурадхапуру столицею першого сингальської держави. На захід від міста він побудував резервуар Басава Кулам для постачання водою зростаючого населення міста. У період свого розквіту, місто розташовувалося на площі 52 км², а населення становило кілька десятків тисяч чоловік.
Воно мало чітке планування, на околицях існувала розгалужена система зрошувальних каналів.
У добре спланованованому місті двоповерхові будинки були звичайним явищем.
Були побудовані водопровід (1 ст. н. е.), дороги і мости, палаци, монастирі, храми, лікарні і кладовище.
Анурадха динамічно розвивалася як торговий центр; відзначена на картах Клавдія Птолемея.

## Середньовічне місто
Постійні інтервенції держав південної Індії призвели до того, що місто було зруйновано і спалено 993 року, а столицю перенесено до Полонаруви.
У XI сторіччі н. е. місто було зруйноване правителями південно-індійської тамільської держави Чола, які захопили острів.
І хоча наступні правителі відновили багато великих монументи Анурадхапури, місто не змогло повернути свою колишню велич.
Згодом місто занепало і заросло джунглями.
Англійські мисливці виявили руїни міста 1820 року. Тільки 1912 року розпочалися перші серйозні археологічні розкопки.
Анурадхапура, місто монастирів і ступ, залишалася столицею протягом 1400 років. Історія Анурадхапури — це історія правління 113 князів, багато з яких внесли величезний внесок у розвиток міста і держави.

## Стародавні пам'ятки
У центрі та околицях сучасної Анурадхапури збереглися численні пам'ятки старовини (внесені до списку всесвітньої культурної спадщини ЮНЕСКО):
- дзвоноподібні ступи (дагоби) Тхупарама (III століття до н. е.),
- Руанвелі (II–I століття до н. е.) з кам'яними статуями Будди (V століття до н. е.);
- скельний монастир Ісурумунія,
- палаци,
- штучні водойми.

## Релігія
Анурадхапура — це не тільки стародавня столиця Шрі-Ланки, але й святе місто. Щороку тисячі віруючих здійснюють паломництво до святих місць, яких на території міста вісім: дерево-Бо та сім дагоб. Руїни кількох монастирських комплексів знайдено у стародавньому місті. Два з них — Джетавана і Абгайягірі — включено до плану реставрації фонду Культурного Трикутника. Монастир Абхаягірія розташований у північній частині стародавнього міста на площі близько 235 гектарів. З хронік Махавамса відомо, що монастир був побудований у I сторіччі до н. е. королем Валагамбаху (Vattagamini Abhaya) за часів його другого правління (89 — 77 рр. до н. е.) Валагамба I став королем 103 року до н.е., але був позбавлений влади через 5 місяців інтервентами з Індії. Вдруге він зійшов на трон 89 до н. е. і правив протягом 12 років. Монастир був побудований для групи ченців, вигнаних за єресь з монастиря Махавіхара (Анурадхапура), які створили нову течію буддизму Махаяна (ліберальніший напрямок буддизму, не заперечує богів). Незабаром популярність вчення та монастиря поширилася далеко за межі Щрі-Ланки, включаю Індію, Китай та Індонезію, залучаючи науковців з усього всього світу. На жаль, монастирські записи не збереглися, а хроніки Махавамса, що писалися в монастирі Махавхара, не приділили значної уваги конкуруючій секті, тому історія північного монастиря здебільшого невідома. Одним із завдань проекту фонду Культурного Трикутника і є заповненням білих плям в історії Шрі-Ланки.